# NHL 1928./29.
NHL-sezona 1928./29. je bila dvanaesta sezona NHL-a. 10 momčadi, podijeljeni na dvije skupine, odigrali su 44 utakmica. Pobjednik Stanleyjev kupa je bila momčad Boston Bruinsa, koja je u finalnoj seriji pobijedila New York Rangerse s 2:0.
Bruinsi gravirali su i njihovog, bivšeg igrača Hal Winklera na Stanleyjev kup, iako je prije sezone prestao igrati hokej na ledu. Sve do 1998. je on bio jedini gravirani igrač na Stanleyjevu kupu koji nije igrao više hokej.
U ovoj sezoni su blistali vratari, pogotovo George Hainsworth, koji u 22 utakmice nije primio jedan gol (Shutouts) i imao prosjek od 0,92 primljenih golova po utakmici i bio je s time najuspješniji vratar sezone.  Sedam drugih vratara su isto uspjeli odigrati deset ili više utakmica bez primljenog gola. Jedna žrtva tih vratara je bila momčad Chicago Blackhawks, koja nije postigla gol u osam utakmica zaredom. Tek nakon 601 minute i 41 sekunde uspjeli su postići zgoditak.

## Regularna sezone

### Ljestvice
Kratice: P = Pobjede, Po. = Porazi, N = Neriješeno, G= Golovi, PG = Primljeni Golovi, B = Bodovi
| Kanadska divizija   | P  | Po. | N  | G  | PG | B  |
| ------------------- | -- | --- | -- | -- | -- | -- |
| Montreal Canadiens  | 22 | 7   | 15 | 71 | 43 | 59 |
| New York Americans  | 19 | 13  | 12 | 53 | 53 | 50 |
| Toronto Maple Leafs | 21 | 18  | 5  | 85 | 69 | 47 |
| Ottawa Senators     | 14 | 17  | 13 | 54 | 67 | 41 |
| Montreal Maroons    | 15 | 20  | 9  | 67 | 65 | 39 |

| Američka divizija  | P  | Po. | N  | G  | PG | B  |
| ------------------ | -- | --- | -- | -- | -- | -- |
| Boston Bruins      | 26 | 13  | 5  | 89 | 82 | 57 |
| New York Rangers   | 21 | 13  | 10 | 72 | 65 | 52 |
| Detroit Red Wings  | 19 | 16  | 9  | 72 | 63 | 47 |
| Pittsburgh Pirates | 9  | 27  | 8  | 46 | 80 | 26 |
| Chicago Blackhawks | 7  | 29  | 8  | 33 | 85 | 22 |

### Najbolji strijelci
Kratice: Ut. = Utakmice, G = Golovi, A = Asistencije, B = Bodovi
| Igrač         | Momčad       | Ut. | G  | A  | B  |
| ------------- | ------------ | --- | -- | -- | -- |
| Ace Bailey    | Toronto      | 44  | 22 | 10 | 32 |
| Nels Stewart  | Mtl. Maroons | 44  | 21 | 8  | 29 |
| Carson Cooper | Detroit      | 43  | 18 | 9  | 27 |
| Howie Morenz  | Montreal     | 42  | 17 | 10 | 27 |
| Andy Blair    | Toronto      | 44  | 12 | 15 | 27 |
| Frank Boucher | NY Rangers   | 44  | 10 | 16 | 26 |
| Harry Oliver  | Boston       | 43  | 17 | 6  | 23 |
| Bill Cook     | NY Rangers   | 43  | 15 | 8  | 23 |
| Jimmy Ward    | Mtl. Maroons | 43  | 14 | 8  | 22 |

## Doigravanje za Stanleyjev kup
Sve utakmice odigrane su 1928. godine.

### Prvi krug
| Boston Bruins vs. Montreal Canadiens                                    | Boston Bruins vs. Montreal Canadiens | Boston Bruins vs. Montreal Canadiens | Boston Bruins vs. Montreal Canadiens | Boston Bruins vs. Montreal Canadiens | Boston Bruins vs. Montreal Canadiens |
| Datum                                                                   | Gostujuća momčad                     | Gostujuća momčad                     | Domaćin                              | Domaćin                              |                                      |
| ----------------------------------------------------------------------- | ------------------------------------ | ------------------------------------ | ------------------------------------ | ------------------------------------ | ------------------------------------ |
| 19. ožujka                                                              | Mtl. Canadiens                       | 0                                    | 1                                    | Boston                               |                                      |
| 21. ožujka                                                              | Mtl. Canadiens                       | 0                                    | 1                                    | Boston                               |                                      |
| 23. ožujka                                                              | Boston                               | 3                                    | 2                                    | Mtl. Canadiens                       |                                      |
| Boston pobjeđuje seriju s 3:0 i kvalificira se finale Stanleyevog Cupa. |                                      |                                      |                                      |                                      |                                      |

| New York Americans vs. New York Rangers                                  | New York Americans vs. New York Rangers | New York Americans vs. New York Rangers | New York Americans vs. New York Rangers | New York Americans vs. New York Rangers | New York Americans vs. New York Rangers | New York Americans vs. New York Rangers |
| Datum                                                                    | Gostujuća momčad                        | Gostujuća momčad                        | Domaćin                                 | Domaćin                                 | Bilješka                                |                                         |
| ------------------------------------------------------------------------ | --------------------------------------- | --------------------------------------- | --------------------------------------- | --------------------------------------- | --------------------------------------- | --------------------------------------- |
| 19. ožujka                                                               | NY Rangers                              | 0                                       | 0                                       | NY Americans                            |                                         |                                         |
| 21. ožujka                                                               | NY Americans                            | 0                                       | 1                                       | NY Rangers                              | 2OT°                                    |                                         |
| NY Rangersi pobjeđuju seriju s 1:0 gol i kvalificiraju se za drugi krug. |                                         |                                         |                                         |                                         |                                         |                                         |

| Detroit Red Wings vs. Toronto Maple Leafs                             | Detroit Red Wings vs. Toronto Maple Leafs | Detroit Red Wings vs. Toronto Maple Leafs | Detroit Red Wings vs. Toronto Maple Leafs | Detroit Red Wings vs. Toronto Maple Leafs | Detroit Red Wings vs. Toronto Maple Leafs |
| Datum                                                                 | Gostujuća momčad                          | Gostujuća momčad                          | Domaćin                                   | Domaćin                                   |                                           |
| --------------------------------------------------------------------- | ----------------------------------------- | ----------------------------------------- | ----------------------------------------- | ----------------------------------------- | ----------------------------------------- |
| 19. ožujka                                                            | Toronto                                   | 3                                         | 1                                         | Detroit                                   |                                           |
| 21. ožujka                                                            | Detroit                                   | 1                                         | 4                                         | Toronto                                   |                                           |
| Toronto pobjeđuje seriju s 7:2 golova i kvalificira se za drugi krug. |                                           |                                           |                                           |                                           |                                           |

### Drugi krug
| New York Rangers vs. Toronto Maple Leafs                                   | New York Rangers vs. Toronto Maple Leafs | New York Rangers vs. Toronto Maple Leafs | New York Rangers vs. Toronto Maple Leafs | New York Rangers vs. Toronto Maple Leafs | New York Rangers vs. Toronto Maple Leafs | New York Rangers vs. Toronto Maple Leafs |
| Datum                                                                      | Gostujuća momčad                         | Gostujuća momčad                         | Domaćin                                  | Domaćin                                  | Bilješka                                 |                                          |
| -------------------------------------------------------------------------- | ---------------------------------------- | ---------------------------------------- | ---------------------------------------- | ---------------------------------------- | ---------------------------------------- | ---------------------------------------- |
| 24. ožujka                                                                 | Toronto                                  | 0                                        | 1                                        | NY Rangers                               |                                          |                                          |
| 26. ožujka                                                                 | NY Rangers                               | 2                                        | 1                                        | Toronto                                  | OT°                                      |                                          |
| NY Rangersi pobjeđuju s 2:0 i kvalificiraju se za finale Stanleyevog Cupa. |                                          |                                          |                                          |                                          |                                          |                                          |

° OT = Produžeci 

### Finale Stanleyevog Cupa
| Boston Bruins vs. New York Rangers              | Boston Bruins vs. New York Rangers | Boston Bruins vs. New York Rangers | Boston Bruins vs. New York Rangers | Boston Bruins vs. New York Rangers | Boston Bruins vs. New York Rangers |
| Datum                                           | Gostujuća momčad                   | Gostujuća momčad                   | Domaćin                            | Domaćin                            |                                    |
| ----------------------------------------------- | ---------------------------------- | ---------------------------------- | ---------------------------------- | ---------------------------------- | ---------------------------------- |
| 28. ožujka                                      | NY Rangers                         | 0                                  | 2                                  | Boston                             |                                    |
| 29. ožujka                                      | Boston                             | 2                                  | 1                                  | NY Rangers                         |                                    |
| Boston pobjeđuje s 2:0 i osvaja Stanleyjev kup. |                                    |                                    |                                    |                                    |                                    |

### Najbolji strijelci doigravanja
Kratice: Ut. = Utakmice, G = Golovi, A = Asistenciije, B = Bodovi
| Igrač         | Momčad     | Ut. | G | A | B |
| ------------- | ---------- | --- | - | - | - |
| Andy Blair    | Toronto    | 4   | 3 | 0 | 3 |
| Butch Keeling | NY Rangers | 6   | 3 | 0 | 3 |
| Ace Bailey    | Toronto    | 4   | 1 | 2 | 3 |

## Nagrade NHL-a
| Hart Memorial Trophy:      | Roy Worters, New York Americans       |
| Lady Byng Memorial Trophy: | Frank Boucher, New York Rangers       |
| Vezina Trophy:             | George Hainsworth, Montreal Canadiens |

## Vanjske poveznice
- Hacx.de: Sve ljestvice NHL-a  Arhivirana inačica izvorne stranice od 24. siječnja 2008. (Wayback Machine)